# Thomas Jaeschke
Thomas "Tom" Jaeschke, född 4 september 1993 i Wheaton i Illinois, är en amerikansk volleybollspelare. Jaeschke blev olympisk bronsmedaljör i volleyboll vid sommarspelen 2016 i Rio de Janeiro.